# 피플뱅크 아레나
피플뱅크 아레나(영어: PeoplesBank Arena)은 미국 코네티컷주 하트퍼드에 위치한 실내 경기장이다. 과거 NBA 보스턴 셀틱스의 제2홈경기장으로 NHL 하트포드 훼일러즈와 WHA 뉴잉글랜드 훼일러즈 홈경기장으로 사용했으며, 현재 AHL 하트퍼드 울프팩의 홈경기장으로 사용되고 있다.
1995년 4월 2일, WWF 레슬매니아 11이 개최되었다. 관객 수는 16,305명

## NBA프리시즌 경기
| 날짜             | 팀1           | 스코어   | 팀2           |
| ---------------- | ------------- | -------- | ------------- |
| 2009년 10월 14일 | 토론토 랩터스 | 90 - 106 | 보스턴 셀틱스 |
| 2010년 10월 16일 | 뉴욕 닉스     | 84 - 97  | 보스턴 셀틱스 |
| 2012년 10월 13일 | 뉴욕 닉스     | 98 - 95  | 보스턴 셀틱스 |
| 2014년 10월 8일  | 뉴욕 닉스     | 86 - 106 | 보스턴 셀틱스 |

| NHL 올스타전 개최 경기장 |                           |        |
| 1985년                   | 1986년 하트포드 시빅 센터 | 1987년 |
| 올림픽 새들돔            | 1986년 하트포드 시빅 센터 | 미개최 |
|                          |                           |        |
|                          |                           |        |